# Nathaniel Chalobah
Nathaniel Nyakie Chalobah  (* 12. Dezember 1994 in Freetown) ist ein in Sierra Leone geborener englischer Fußballspieler, der seit Ende Januar 2023 beim West Bromwich Albion unter Vertrag steht.
Sein jüngerer Bruder Trevoh Chalobah ist ebenfalls als Fußballspieler aktiv.

## Karriere
Chalobah begann im Alter von zehn Jahren beim FC Fulham mit dem Fußballspielen. 2005 wechselte er in die Jugendakademie des FC Chelsea, bei dem er im Januar 2012 seinen ersten Profivertrag erhielt. Am 22. September 2010 saß Chalobah bei einer 3:4-Niederlage des FC Chelsea gegen Newcastle United im Alter von 15 Jahren erstmals auf der Ersatzbank bei einem Spiel der ersten Mannschaft, ohne jedoch eingewechselt zu werden.
In der Saison 2010/11 kam Chalobah erstmals in der Premier Reserve League, in der er in 14 Einsätzen zwei Treffer erzielte, zum Einsatz. In der Saison 2011/12 kam er auf 15 Einsätze, in denen ihm vier Treffer gelangen. In der Saison 2011/12 war er auch Teil des Champions-League-Kaders, der den Titel gewann.
Am 31. August 2012 wechselte Chalobah – nachdem er zuvor zu einem Einsatz für die U-21 in der neu geschaffenen U-21-Premier League gekommen war – bis zum 2. Januar 2013 auf Leihbasis in die zweitklassige Football League Championship zum FC Watford. Gut zwei Wochen später gab Chalobah sein Pflichtspieldebüt bei einer 0:1-Heimniederlage seines neuen Vereins gegen Brighton & Hove Albion. Im Januar 2013 wurde das Leihgeschäft bis zum Saisonende verlängert. Im Verlauf Saison etablierte sich Chalobah zum Stammspieler (38 Ligaspiele / fünf Tore) und erreichte mit seiner Mannschaft den dritten Tabellenplatz. Nach einem Erstrundenerfolg über Leicester City verlor Watford das Play-off-Finale mit 0:1 gegen Crystal Palace.
Im Sommer 2013 kehrte Chalobah zum FC Chelsea zurück und erhielt einen neuen bis zum 30. Juni 2018 datierten Vertrag. Nachdem er einmal in der U-21 zum Einsatz gekommen war, wurde er bis zum 15. Januar 2014 in die Football League Championship an Nottingham Forest ausgeliehen. Nach zwölf Einsätzen, in denen er zwei Treffer erzielte, wurde Chalobah am 16. Januar 2014 bis zum Ende der Saison 2013/14 innerhalb der Liga an den FC Middlesbrough weiterverliehen. Dort kam er auf 19 Ligaeinsätze, in denen er ein Tor erzielte.
Im Sommer 2014 kehrte Chalobah wieder zunächst zum FC Chelsea zurück und kam einmal in der U-21 zum Einsatz. Am 1. September 2014 wurde er bis zum 2. Januar 2015 an den Ligakonkurrenten FC Burnley ausgeliehen. Für den FC Burnley kam er zu vier Premier-League-Einsätzen ohne eigenen Torerfolg. Am 22. Januar 2014 wurde Chalobah bis zum Ende der Saison 2014/15 in die Football League Championship an den FC Reading weiterverliehen, für den er in 15 Spielen einen Treffer erzielte.
Im Sommer 2015 kehrte Chalobah erneut zum FC Chelsea zurück, stand aber nicht im Kader der ersten Mannschaft. Am 1. September 2015 wechselte er bis zum Ende der Saison 2015/16 in die italienische Serie A zum SSC Neapel. Dort konnte er sich allerdings nicht durchsetzen.
Zur Saison 2016/17 kehrte Chalobah zum FC Chelsea zurück und wurde vom Trainer Antonio Conte in den Kader der ersten Mannschaft aufgenommen.
Im Juli 2017 wechselte Chalobah innerhalb der Premier League zum FC Watford und unterschrieb dort einen Fünfjahresvertrag. Ein Jahr nach dem Abstieg verließ er den Klub dann Ende August 2021 in Richtung des Zweitligakonkurrenten FC Fulham. In der Saison 2021/22 bestritt er 20 von 41 möglichen Ligaspielen für Fulham sowie zwei Pokalspiele. Die Saison endete mit dem Aufstieg des Vereins in die Premier League. Dort bestritt er nur 4 von 21 möglichen Ligaspielen, also Einwechselungen kurz vor Spielende, sowie je ein Spiel in Pokal und Ligapokal.
Ende Januar 2023 wechselte er wieder in die EFL Championship zu West Bromwich Albion. Dort kam er im Rest der Saison zum Einsatz in 13 von 18 möglichen Ligaspielen.

### Englische Nationalmannschaft
Im Mai 2010 gewann der 15-jährige Nathaniel Chalobah mit England den Titel bei der U-17-Fußball-Europameisterschaft 2010. Am 13. November 2012 debütierte er im Alter von 17 Jahren in der englischen U-21-Nationalmannschaft und nahm mit der englischen Auswahl an der U-21-Fußball-Europameisterschaft 2013 in Israel teil. Chalobah bestritt alle drei Gruppenspiele, schied jedoch mit seiner Mannschaft punktlos nach der Vorrunde aus. Im Oktober 2018 debütierte Chalobah im Rahmen der UEFA Nations League 2018/19 beim 3:2-Auswärtssieg gegen Spanien in der englischen A-Nationalelf, nachdem er bereits im August 2017 erstmals im Aufgebot gestanden hatte.

## Titel und Erfolge
- Englischer Meister: 2017
- Champions-League-Sieger: 2012 (ohne Einsatz)

## Privates
Nathaniel Chalobahs jüngerer Bruder Trevoh ist ebenso professioneller Fußballspieler und stammt wie er aus der Jugendabteilung des FC Chelsea. Seit Juli 2021 steht er beim FC Chelsea unter Vertrag.